# بين غوردون
بين غوردون (بالإنجليزية: Ben Gordon)‏ (2 مارس 1991 برادفورد المملكة المتحدة - ) هو لاعب كرة قدم بريطاني يلعب كمدافع.

## روابط خارجية
- بين غوردون على موقع الاتحاد الدولي (مؤرشف)  (الإنجليزية)
- بين غوردون على موقع قاعدة بيانات كرة القدم.إي يو (الإنجليزية)
- بين غوردون على موقع Soccerbase.com (لاعب) (الإنجليزية)
- بين غوردون على موقع Soccerway.com (الإنجليزية)